# Моханпур (подокруг)
Моханпур (бенг. মোহনপুর, англ. Mohanpur) — подокруг на северо-западе Бангладеш. Входит в состав округа Раджшахи. Образован в 1917 году. Административный центр — город Моханпур. Площадь подокруга — 162,65 км². По данным переписи 1991 года численность населения подокруга составляла 126 396 человек. Плотность населения равнялась 777 чел. на 1 км². Уровень грамотности населения составлял 25,2 %. Религиозный состав: мусульмане — 96,17 %, индуисты — 3 %, прочие — 0,83 %.